# Pantoporia meinippus
Pantoporia meinippus är en fjärilsart som beskrevs av Hans Fruhstorfer 1913. Pantoporia meinippus ingår i släktet Pantoporia och familjen praktfjärilar. Inga underarter finns listade i Catalogue of Life.